# María Ólafsdóttir
María Ólafsdóttir (n. 21 martie 1993), cunoscută și ca María Ólafs, este o cântăreață islandeză care cu melodia Unbroken, a reprezentat Islanda la Concursul Muzical Eurovision 2015.

## Discografie
- Anul:2015
- Melodii:
- Litil skref (versiunea islandeză a melodiei Unbroken)
- Unbroken